# 萨夫里利亚
萨夫里利亚，是西班牙卡斯蒂利亚-拉曼恰昆卡省的一个市镇。总面积106平方公里，总人口122人（2001年），人口密度1人/平方公里。